# Platysenta illicita
Platysenta illicita är en fjärilsart som beskrevs av William Schaus 1911. Platysenta illicita ingår i släktet Platysenta och familjen nattflyn. Inga underarter finns listade i Catalogue of Life.